# Hippolyte Berteaux

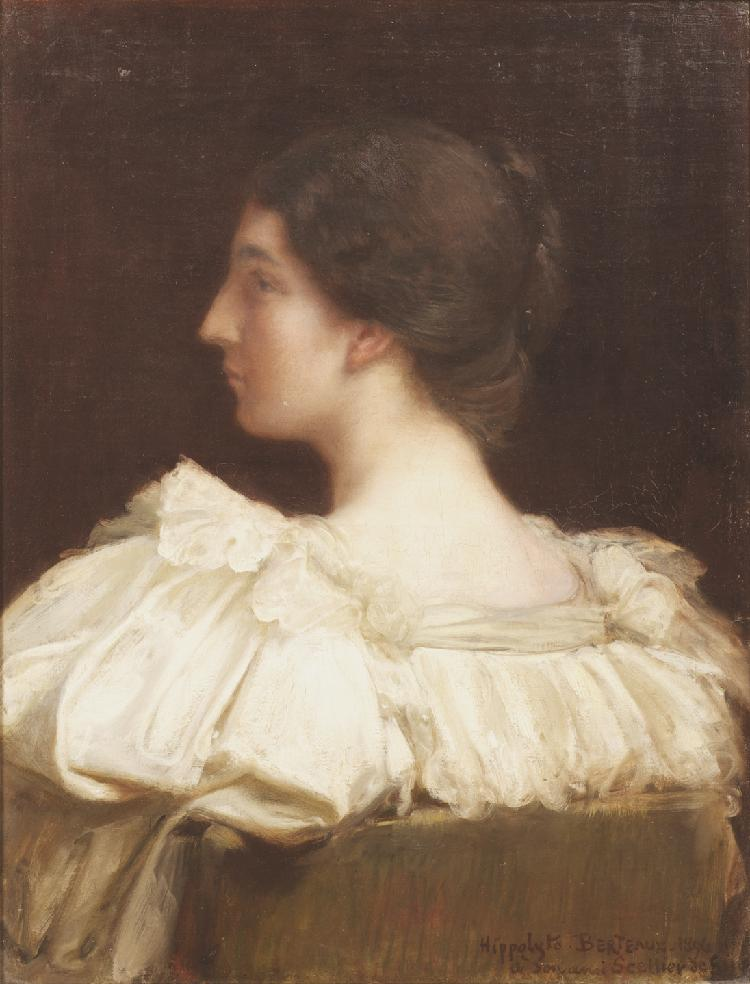
Porträt von Madame Scellier

Hippolyte Dominique Berteaux (* 28. März 1843 in Saint-Quentin; † 17. Oktober 1926 in Paris) war ein französischer Genre-, Wand- und Porträtmaler, 
Hippolyte Berteaux, Sohn eines Bildhauers, lernte das Malen an der École des Beaux-Arts de Paris bei Hippolyte Flandrin, Léon Cogniet, Paul Baudry und Pierre-Victor Galland.
Ab 1864 war er in Paris tätig. Von 1872 bis 1875 war er Hofmaler des Sultans in Istanbul. Dann zog er nach Nantes, wo er die Wandmalereien an der Decke des Graslin-Theaters in Nantes, des Treppenhauses des Musée des Beaux-Arts de Nancy und des Rathauses ausführte. 
Er beschäftigte sich auch mit der Genre-, Porträt- und Landschaftsmalerei.
Er stellte im Salon des artistes françaises aus, wo er 1885 eine Medaille 2. Klasse erhielt. Ab 1901 stellte er im Salon der Société nationale des beaux-arts aus.
Berteaux wurde zum Ritter (1891), dann Offizier (1923) der Ehrenlegion ernannt. 